# Bazoilles-et-Ménil
Bazoilles-et-Ménil és un municipi francès, situat al departament dels Vosges i a la regió del Gran Est. L'any 2007 tenia 118 habitants.

## Demografia

### Població
El 2007 la població de fet de Bazoilles-et-Ménil era de 118 persones. Hi havia 48 famílies, de les quals 12 eren unipersonals (8 homes vivint sols i 4 dones vivint soles), 24 parelles sense fills i 12 parelles amb fills.
La població ha evolucionat segons el següent gràfic:
Habitants censats

### Habitatges
El 2007 hi havia 55 habitatges, 48 eren l'habitatge principal de la família, 5 eren segones residències i 1 estava desocupat. 53 eren cases i 2 eren apartaments. Dels 48 habitatges principals, 45 estaven ocupats pels seus propietaris i 3 estaven cedits a títol gratuït; 3 tenien dues cambres, 7 en tenien quatre i 38 en tenien cinc o més. 33 habitatges disposaven pel capbaix d'una plaça de pàrquing. A 21 habitatges hi havia un automòbil i a 23 n'hi havia dos o més.

### Piràmide de població
La piràmide de població per edats i sexe el 2009 era:
| Homes | Edats   | Dones |
| ----- | ------- | ----- |
| 0     | 95 o +  | 0     |
| 0     | 90 a 94 | 0     |
| 0     | 85 a 89 | 0     |
| 4     | 80 a 84 | 0     |
| 0     | 75 a 79 | 0     |
| 0     | 70 a 74 | 16    |
| 8     | 65 a 69 | 4     |
| 4     | 60 a 64 | 0     |
| 0     | 55 a 59 | 0     |
| 4     | 50 a 54 | 4     |
| 4     | 45 a 49 | 0     |
| 4     | 40 a 44 | 0     |
| 12    | 35 a 39 | 12    |
| 4     | 30 a 34 | 4     |
| 4     | 25 a 29 | 0     |
| 0     | 20 a 24 | 4     |
| 4     | 15 a 19 | 0     |
| 8     | 10 a 14 | 8     |
| 8     | 5 a 9   | 8     |
| 0     | 0 a 4   | 4     |

## Economia
El 2007 la població en edat de treballar era de 82 persones, 61 eren actives i 21 eren inactives. De les 61 persones actives 53 estaven ocupades (29 homes i 24 dones) i 8 estaven aturades (4 homes i 4 dones). De les 21 persones inactives 11 estaven jubilades, 5 estaven estudiant i 5 estaven classificades com a «altres inactius».
Activitats econòmiques
Dels 3 establiments que hi havia el 2007, 2 eren d'empreses de construcció i 1 d'una empresa de transport.
L'any 2000 a Bazoilles-et-Ménil hi havia 4 explotacions agrícoles que ocupaven un total de 320 hectàrees.

## Poblacions més properes
El següent diagrama mostra les poblacions més properes.